# Jurinia rufiventris
Jurinia rufiventris là một loài ruồi trong họ Tachinidae.